# Tour della nazionale maschile di rugby a 15 della Scozia 2006
Tra le due edizioni della Coppa del Mondo di rugby del 2003 e del 2007, la nazionale scozzese di rugby a 15 si è recata due volte in tour nel mese di giugno.
Nel 2006, reduce da un ottimo sei Nazioni, chiuso al terzo posto, si reca in Sudafrica con molte speranze, ma sin dal primo test si capisce che troppo alto è il livello degli Springboks. Quattro mete sudafricane seppelliscono gli scozzesi più di quando non dica il punteggio.
| Durban 10 giugno 2006 | Sudafrica | 36 – 16 | Scozia | Kings Park |

Nel secondo test gli Scozzesi vengono superati grazie a controverse decisioni dell'arbitro inglese Tony Spreadbury. In particolare quando ferma Chris Paterson lanciato in una corsa di 95 metri dopo un intercetto per assegnare una punizione ai sudafricani a cinque metri dalla linea di meta. Una meta sicura scozzese diventa così una meta sudafricana.
| Port Elisabeth 17 giugno 2006 | Sudafrica | 29 – 15 | Scozia |  |